# Sputnik - Espèce inconnue
Pour les articles homonymes, voir Spoutnik (homonymie).
Pour plus de détails, voir Fiche technique et Distribution.
Sputnik - Espèce inconnue (Спутник) est un film de science-fiction horrifique russe réalisé par Egor Abramenko, sorti en 2020.

## Synopsis
En URSS, en 1983, encore en pleine guerre froide. Neuropsychologue aux méthodes controversées, Tatiana Klimova est recrutée par des militaires pour suivre le cas de Konstantin Veshniakov, cosmonaute unique survivant d'un accident de son vaisseau et qui vit depuis avec un organisme étranger dans son corps qui l'a complètement colonisé et qui pourrait être dangereux pour l'espèce humaine, mais pourrait aussi s'avérer comme une arme potentielle.

## Fiche technique
Sauf indication contraire, les informations mentionnées dans cette section peuvent être confirmées par la base de données cinématographiques IMDb,  présente dans la section « Liens externes ».
- Titre original : Спутник
- Titre français et québécois : Sputnik - Espèce inconnue
- Réalisation : Egor Abramenko
- Scénario : Oleg Malovichko et Andreï Zolotarev
- Musique : Oleg Karpachev
- Décors : Mariya Slavina
- Photographie : Maxim Joukov
- Production : Aleksandr Andryushchenko, Fedor Bondarchuk, Pavel Burya, Vyacheslav Murugov, Murad Osmann, Ilya Stewart et Mikhail Vrubel

Production déléguée : Michael Kitaev
- Sociétés de production : Art Pictures Studio, Fond kino, Hype Film et Vodorod
- Sociétés de distribution : KinoVista (France)
- Pays d'origine :  Russie
- Langue originale : russe
- Format : couleur - 35 mm - 2,35:1 - Dolby Digital
- Genres : science-fiction horrifique ; drame
- Durée : 113 minutes
- Dates de sortie :
  - États-Unis : 15 avril 2020 (Festival du film de Tribeca)
  - Russie : 23 avril 2020
  - France : 24 février 2021 (DVD et vidéo à la demande)

## Distribution
- Oksana Akinchina : Tatiana Klimova
- Fiodor Bondartchouk : le colonel Semiradov
- Piotr Fiodorov : Konstantin Veshniakov
- Anton Vassiliev : Yan Rigel
- Alexeï Demidov : Kirill Averchenko

## Sélections
- L'Étrange Festival 2020 : sélection en compétition
- Festival international du film de Catalogne 2020 : sélection en compétition
- Utopiales 2020 : sélection en compétition
- Festival de cinéma européen des Arcs 2020 : sélection en section Playtime
- Festival international du film fantastique de Gérardmer 2021 : sélection hors compétition